# Piper Alpha
De Piper Alpha was een groot offshore olieproductieplatform in de Noordzee, in het Piperveld, ongeveer 190 km noordoostelijk van Aberdeen. Het was eigendom van een consortium bestaande uit Occidental Petroleum (Caledonia) Ltd., Texaco Britain Ltd., International Thomson plc en Texas Petroleum Ltd. en werd uitgebaat door Occidental Petroleum. Op het Piper Alphaplatform werd de opgepompte ruwe olie gescheiden in olie, gas en condensaat. De olie werd, samen met het condensaat naar de Flottaterminal op de Orkneyeilanden gepompt. Het gas werd per pijpleiding naar een compressorplatform gestuurd van waaruit het via de Frigghoofdleiding naar St Fergus (Aberdeenshire) werd gepompt. Er waren nog twee andere platformen in de buurt die met een gaspijpleiding verbonden waren met Piper Alpha: Claymore en Tartan.

## Ramp

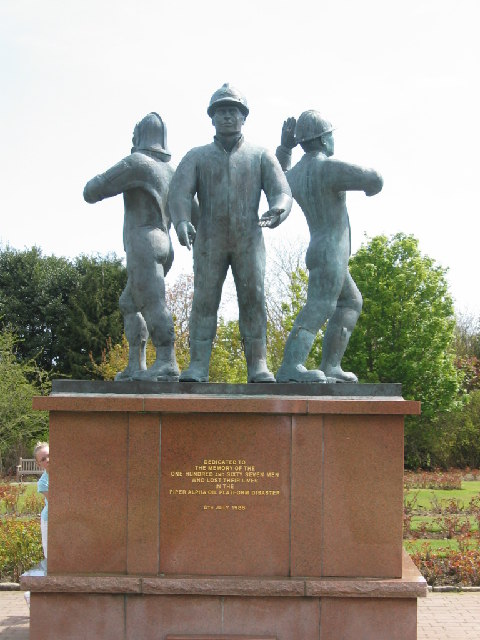
Herdenkingsmonument voor de slachtoffers in Hazlehead Park, Aberdeen.

Op 6 juli 1988 om 22 uur vond op Piper Alpha een grote explosie plaats in de module voor gascompressie. Er ontstond brand, die gepaard ging met grote rookontwikkeling die het platform en de verblijfsruimten van de bemanning vulde. De brand breidde zich uit naar het lagere dek en bereikte na ongeveer twintig minuten een deel van de gasleiding tussen Piper en Tartan. Door de hitte brak de leiding en er ontstond een enorme fakkelbrand over het grootste deel van het platform, waardoor de meeste mensen op het platform ingesloten raakten. De reddingsboten waren niet bereikbaar door de rook. Er stierven 167 mensen, de meesten in het verblijfskwartier. Een zestigtal mensen overleefden de ramp door in het water te springen of langs touwen naar beneden te klimmen. De brand werd enkele weken later geblust door een brandweerploeg onder leiding van Red Adair, een specialist op het gebied van het blussen van olie- en gasbranden. In maart 1989 werden de restanten van het platform in zee gedumpt.
Het was de grootste ramp tot dan toe op een offshoreolieplatform. 
Dat het aanvankelijke incident kon escaleren tot een ramp van dergelijke omvang, was te wijten aan een aaneenschakeling van verkeerde of betwistbare beslissingen en acties, die grotendeels voortvloeiden uit de organisatiestructuur en -cultuur, onder andere het voorkeur geven aan productiviteit boven veiligheid, fouten in het management van het personeel op het platform, onvolkomenheden in het systeem van werkvergunningen en bij inspectie en onderhoud. Dit bleek uit het daaropvolgende grootschalige onderzoek, geleid door de Schotse rechter Lord Cullen. Naast het onderzoek naar de oorzaken van de ramp volgden daaruit ook een groot aantal belangrijke aanbevelingen om de veiligheid van offshore-installaties te verhogen.